# Malmö Pride
Malmö Pride (före 2016 benämnd Regnbågsfestivalen) är en årlig festival som startades av RFSL Rådgivningen Skåne. Sedan 2015 arrangeras Malmö Pride av föreningen Malmö Pride från att före december 2015 anordnats av RFSL i Malmö. Festivalen har arrangerats i Skåne sedan 1995.
Under Malmö Pride som arrangeras årligen hålls bland annat föreläsningar om olika HBTQIA-frågor, scenkonst och konserter. Under festivalen arrangeras även en parad som går mellan Stortorget och Folkets park i Malmö; under 2019 beräknas 15 000 deltagare ha gått i, eller tittat på, paraden.
Malmö Pride arrangeras framförallt i:
- Pride Park – Folkets park
- Pride House – Scandic Triangeln
- Pride Street – Friisgatan

## Historik

### 1995
Festivalen startades i Malmö 1995 och arrangerades under namnet ”Regnbågsfestivalen”.

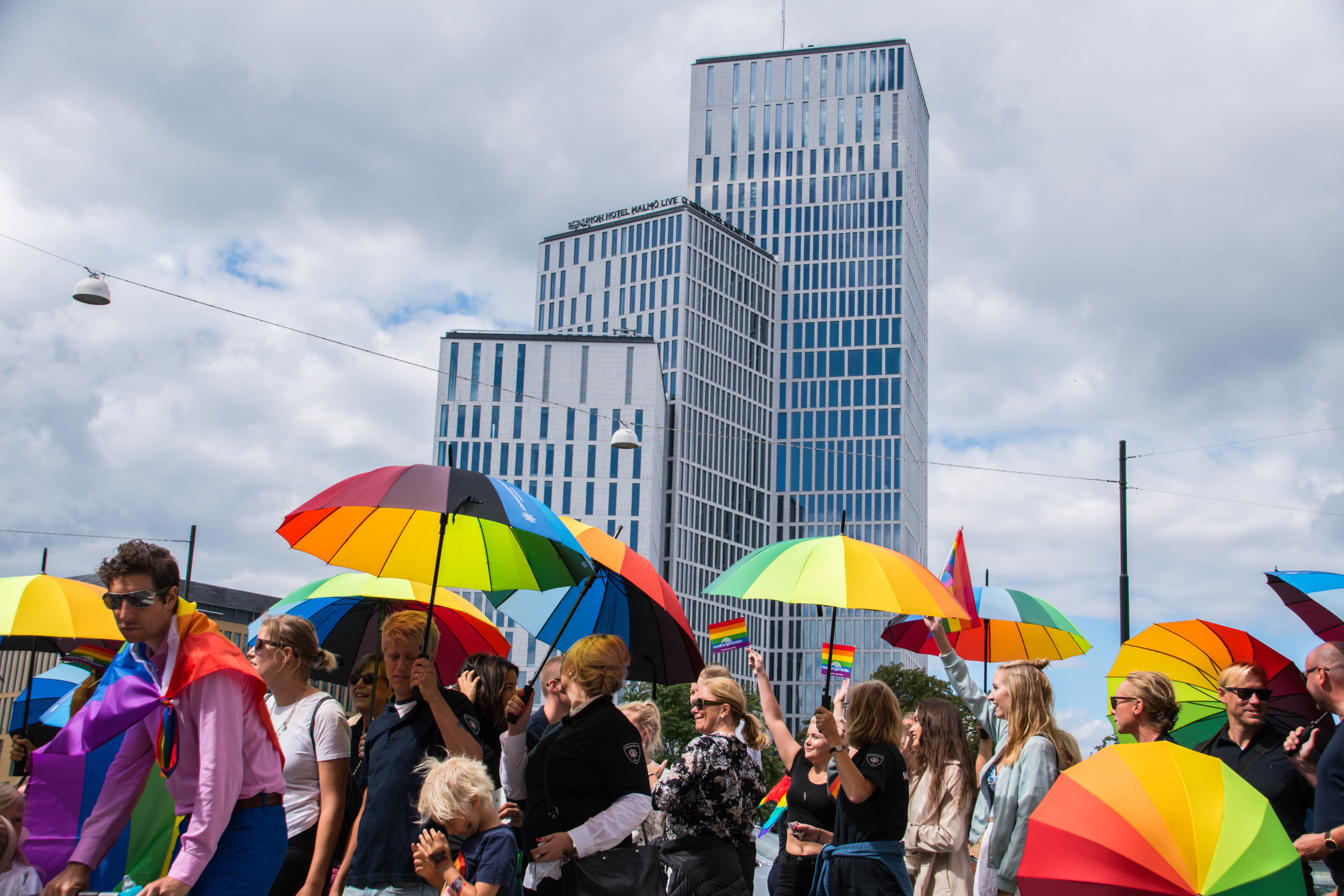
Malmö Pride 2017.

### 2015
Festivalen bytte namn från Regnbågsfestivalen till Malmö Pride. Då skapades också föreningen Malmö Pride.

### 2020
Festivalen ställdes in på grund av Coronavirusutbrottet 2019–2021 och ersattes istället av ett elektroniskt evenemang.

### 2021
2021 var Malmö medarrangör av Worldpride tillsammans med Copenhagen (Köpenhamn) Pride. Det var första gången WorldPride och Eurogames kombinerades. WorldPride 2021 ägde rum 12-20 augusti.

## Källhänvisningar

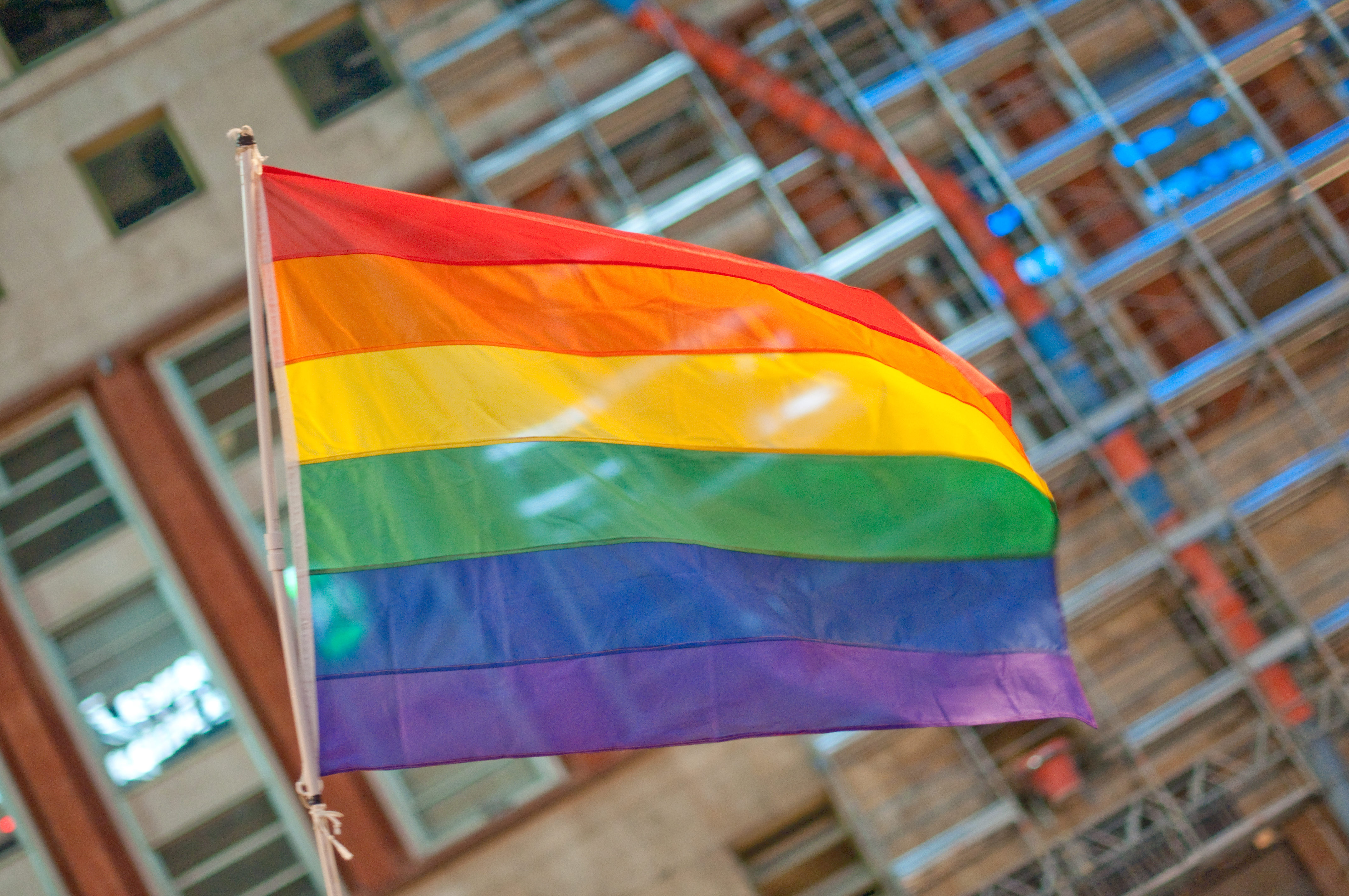
Regnbågsflagga

1. ↑  ”Regnbågsfestivalen – Malmö Pride”. Länsstyrelsen Skåne. 3 augusti 2015. Arkiverad från originalet den 29 januari 2016. https://web.archive.org/web/20160129113556/http://www.lansstyrelsen.se/skane/Sv/nyheter/2015/Pages/regnbagsfestivalen-%E2%80%93-malmo-pride.aspx. Läst 13 oktober 2015.
2. ↑  Kleiner, Sanne (20 juli 2019). ”15 000 firade pride i Malmö – se bilderna från tåget”. https://www.svt.se/nyheter/lokalt/skane/malmo-prideparad-kladde-staden-i-regnbagens-farger. Läst 22 juli 2019.
3. 1 2  ”Om oss”. Malmö Pride. Arkiverad från originalet den 14 augusti 2021. https://web.archive.org/web/20210814174833/https://malmopride.com/om-oss/. Läst 3 september 2021.
4. ↑  ”WorldPride 2021”. Malmö Pride. Arkiverad från originalet den 25 september 2021. https://web.archive.org/web/20210925173513/https://malmopride.com/world-pride-2021/. Läst 3 september 2021.